# Breakin News
Breakin News — восьмий студійний альбом американського репера E-40, виданий 1 липня 2003 р. лейблами Jive Records та Sick Wid It Records. Реліз дебютував на 16-му місці чарту Billboard 200 з результатом у близько 50 тис. проданих копій за перший тиждень.
Пісню «Act a Ass» можна почути у фільмі «Be Cool» (укр. Будь крутим) (2005). Платівка містить продакшн від Ліл Джона, Ніка «Fury» Лофтіна, Ріка Рока, Сема Бостіка та ін. Виконавчий продюсер: E-40. На «One Night Stand»/«Gasoline» та «Quarterbackin» існують відеокліпи.

## Список пісень
1. «Breakin News» (з участю Rankin Scroo)
2. «Hot»
3. «I Got Dat Work»
4. «Quarterbackin'» (з участю Clipse)
5. «Married to the Ave»
6. «One Night Stand» (з участю DJ Kayslay)
7. «I Hope U Get This Kite»
8. «Act a Ass» (з участю Rankin Scroo)
9. «Anybody Can Get It» (з участю Lil Jon & The Eastside Boyz, Bone Crusher та David Banner)
10. «Gasoline» (з участю Turf Talk та Doonie)
11. «Show & Prove» (з участю Goapele)
12. «This Goes Out»
13. «Northern Califoolya» (з участю San Quinn, Messy Marv, B-Legit, E-A-Ski,Keak da Sneak та James «Stomp Down» Bailey)
14. «That's a Good Look 4 U»
15. «If I Was a 5th»
16. «Wa La» (з участю The Mossie та Mo-Mo)
17. «Pharmaceutical» (Outro)
18. «Quarterbackin'» (DJ Quick Remix) (з участю Clipse)

Примітки
- «I Hope U Get This Kite» містить семпл з «Imagination» у виконанні Earth, Wind & Fire.
- Незазначені виконавці: Mo-Mo на «Hot» та «If I Was a 5th»; Doonie й Stressmatic на «One Night Stand»; Kaveo та Mugzi на «Act a Ass»; Turf Talk на «This Goes Out».

## Чартові позиції
| Чарт (2002)               | Найвища позиція |
| ------------------------- | --------------- |
| US Billboard 200          | 16              |
| US Top R&B/Hip-Hop Albums | 4               |